# Dexter (Kansas)
Dexter és una població dels Estats Units a l'estat de Kansas. Segons el cens del 2000 tenia 364 habitants.

## Demografia
Segons el cens del 2000, Dexter tenia 364 habitants, 119 habitatges, i 81 famílies. La densitat de població era de 501,9 habitants per km².
Dels 119 habitatges en un 38,7% hi vivien nens de menys de 18 anys, en un 59,7% hi vivien parelles casades, en un 5,9% dones solteres, i en un 31,1% no eren unitats familiars. En el 25,2% dels habitatges hi vivien persones soles el 10,1% de les quals corresponia a persones de 65 anys o més que vivien soles. El nombre mitjà de persones vivint en cada habitatge era de 2,73 i el nombre mitjà de persones que vivien en cada família era de 3,43.
Per edats la població es repartia de la següent manera: un 28% tenia menys de 18 anys, un 6,3% entre 18 i 24, un 26,6% entre 25 i 44, un 20,6% de 45 a 60 i un 18,4% 65 anys o més.
L'edat mediana era de 38 anys. Per cada 100 dones de 18 o més anys hi havia 83,2 homes.
La renda mediana per habitatge era de 32.656 $ i la renda mediana per família de 39.286 $. Els homes tenien una renda mediana de 25.536 $ mentre que les dones 18.125 $. La renda per capita de la població era de 12.615 $. Entorn del 14,1% de les famílies i el 16,4% de la població estaven per davall del llindar de pobresa.

## Poblacions més properes
El següent diagrama mostra les poblacions més properes.